# Хортон, Натан
Натан Хортон (англ. Nathan Horton; 29 мая 1985, Уэлленд, Онтарио, Канада) — профессиональный канадский хоккеист. Амплуа — крайний правый нападающий. Обладатель Кубка Стэнли 2011 г. в составе «Бостон Брюинз».
5 июля 2013 года в качестве неограниченно свободного агента Хортон подписал 7-летний контракт с клубом «Коламбус Блю Джекетс» на $ 37,1 млн.
В 2014 году у Хортона было диагностировано дегенеративное заболевание позвоночника, в результате чего игрок не сыграл ни одного матча, начиная с сезона 2014/15.
27 февраля 2015 года права на игрока были обменяны в «Торонто Мэйпл Лифс» на Дэвида Кларксона.

## Статистика
| Легенда | Легенда                    | Легенда | Легенда                   | Легенда | Легенда    |
| ------- | -------------------------- | ------- | ------------------------- | ------- | ---------- |
| И       | Количество проведённых игр | Штр     | Штрафное время            | +/−     | Плюс-минус |
| Г       | Голы                       | П       | Голевые передачи          | О       | Очки       |
| -       | Статистика неизвестна      | —       | Статистика не учитывалась |         |            |